# India Song (pièce de théâtre)
Pour les articles homonymes, voir India Song (homonymie).
India Song est une pièce de théâtre de Marguerite Duras qu'elle adapta et réalisa elle-même pour le cinéma en 1975. Le texte a également donné lieu à un enregistrement radiophonique, avant l'adaptation cinématographique.
Marguerite Duras a écrit India Song à la demande de Peter Hall en août 1972 pour une mise en scène à Londres. La pièce reprend le thème et les personnages du Vice-Consul tout en modifiant radicalement la perception. Le texte fait partie du "Cycle indien" de l'auteur.